# 扭葉蘚
扭葉蘚（学名：Trachypus bicolor）为扭葉蘚科扭葉蘚屬下的一个种。种名 bicolor 意为“二色的”。